# Вільгельм IV (граф Провансу)
Вільгельм (Гійом) IV (фр. Guillaume IV; 1003/1010 — бл. 1030) — граф Провансу в 1018—1030 роках.

## Життєпис
Походив з династії Бозонідів (Прованського дому), з молодшої гілки. Старший син Вільгельма II, графа Провансу, та Герберги Бургундської. Народився між 1003 і 1010 роками. Вперше він згадується в акті про дарування 1013 року, зробленому його батьками абатству Сен-Віктор в Марселі. 1018 року він згаданий разом з братами, матір'ю і бабцею-графинею Аделаїдою Анжуйською в новому акті про дарування абатству Сен-Віктор в Марселі.
У 1018 році після смерті батька разом з братами Фульком Бертраном і Жоффруа успадкував його володіння. Через малий вік регентство здійснювали їх мати і бабця. Вона організували 1020 року придушення спротиву Понса де Фоса і захоплення замку Фос-сюр-Мер.
Остання письмова згадка відноситься до 1019 року, коли разом з братами здійснив чергове дарування абатству Сен-Віктора в Марселі. Помер до 1030 року, не залишивши спадкоємців.